# Újvári László (újságíró)
Újvári László (névváltozat: Ujvári, Szeged, 1900. július 23. – Colombo, Ceylon, 1940. január 24.) magyar újságíró, kritikus, Újvári Péter fia, Ujvári Imre testvére.

## Életpályája
Újvári Péter és Frank Janka gyermeke. Miután iskolái elvégezte, újságíróként kezdett dolgozni. A Magyarországi Tanácsköztársaság bukását követően 1919-ben emigrációba ment, Ausztriában lakott. 1923-ban a Bécsi Magyar Újság, utána pedig a kolozsvári Az Újság című lap munkatársa volt. 1926-ban tért vissza Magyarországra, s a Társadalmi Szemlénél, valamint a kolozsvári Korunk című lapnál működött. 1932. február 18-án Budapesten házasságot kötött Friedmann Annával, Friedmann Arnold és Rosenthal Terézia gyermekével, kitől 1936-ban elvált. 1937. június 15-én Budapesten házasságot kötött Gyömrői Edit pszichológussal. Amikor 1936 őszén József Attila kapcsolata megromlott pszichoanalitikusnőjével, a költő egy alkalommal késsel támadt rá Gyömrői Editre, a viszonzatlan szerelme miatt. Újvári László, Edit vőlegénye, majd későbbi férje volt az, aki a költőtől elvette a kést. 1939 februárjában Újvári újfent emigrált feleségével, ezúttal Ceylont választotta letelepedése helyéül. Itt hunyt el nem sokkal később leukémiában.